# Ткачик чорногорлий
Тка́чик чорногорлий (Ploceus ocularis) — вид горобцеподібних птахів ткачикових (Ploceidae). Мешкає в Африці на південь від Сахари.

## Опис

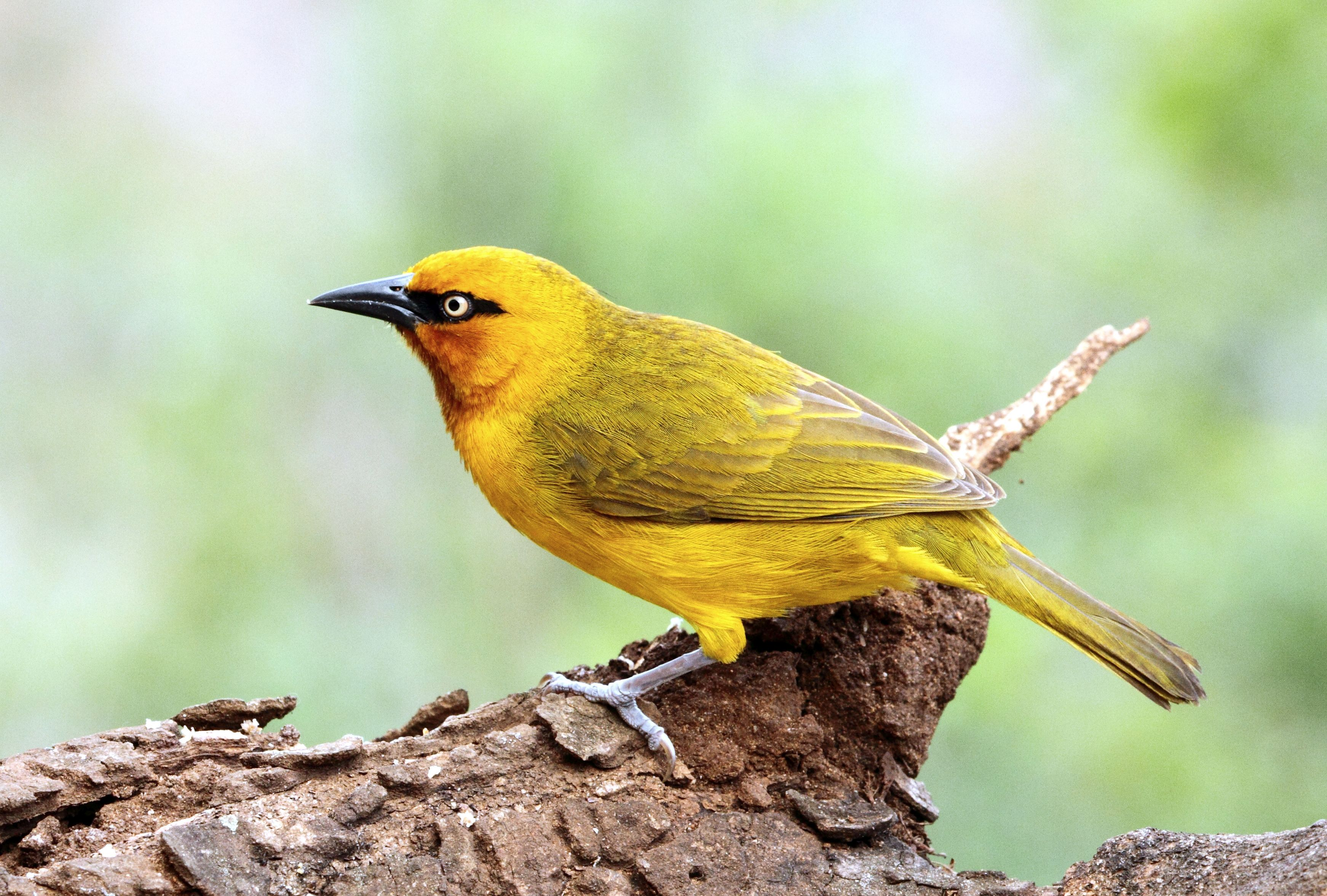
Чорногорлий ткачик

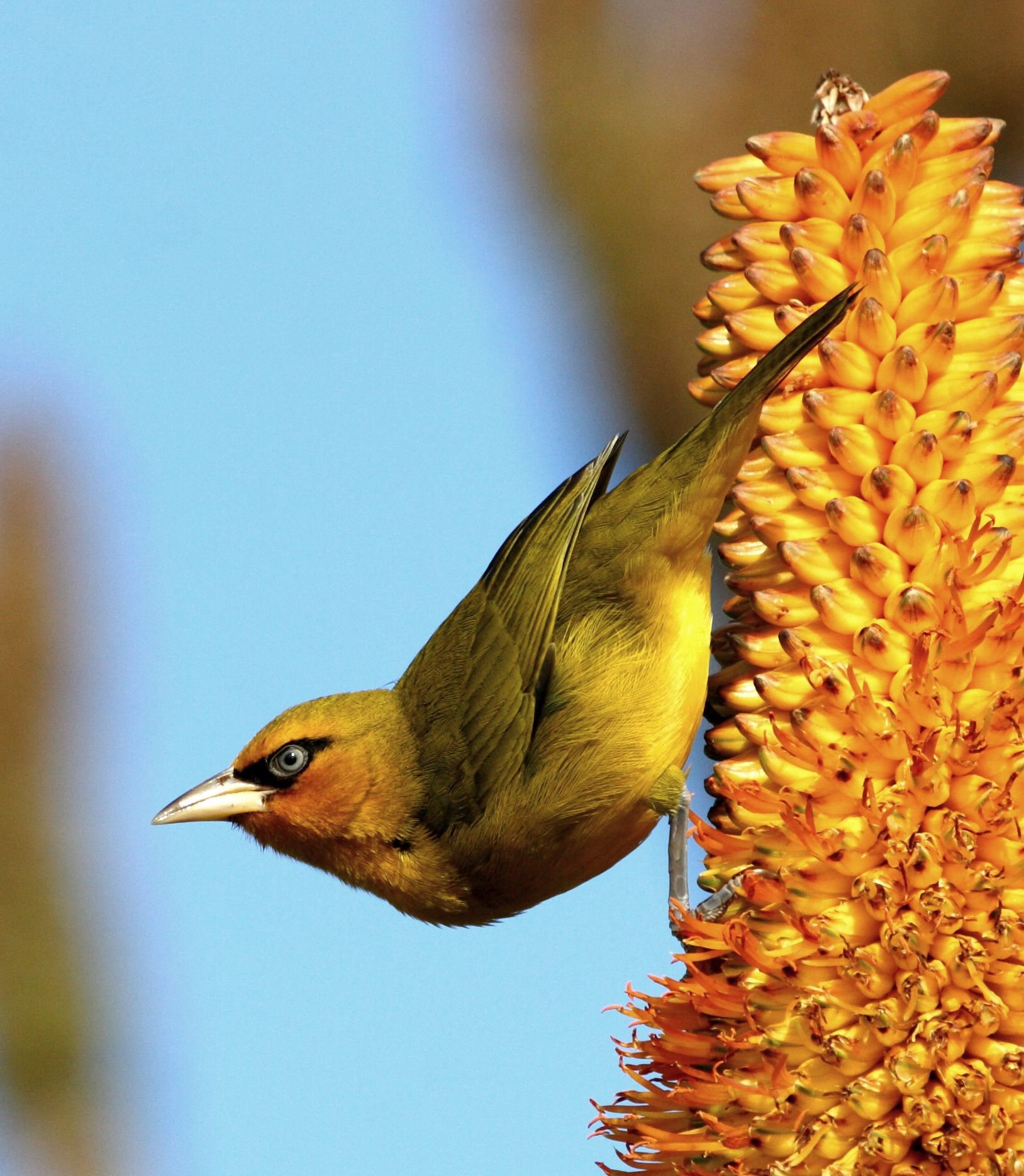
Чорногорлий ткачик

Довжина птаха становить 15-17 см. вага 22-32 г. Лоб і тім'я жовтувато-коричневі, потилиця жовта. верхня частина тіла з зеленуватим відтінком, на обличчі вузька чорна "маска". У самців на горлі є широка чорна смуга, у самиць вона відсутня. Дзьоб чорнуватий, очі жовтуваті.

## Підвиди
Виділяють три підвиди:
- P. o. crocatus (Hartlaub, 1881) — від південно-східної Нігерії і Камеруну до південно-західної Ефіопії, Кенії, північно-західної Танзанії, Анголи, північної Намібії і північно-західної Ботсвани;
- P. o. suahelicus Neumann, 1905 — від східної Кенії до Мозамбіку;
- P. o. ocularis Smith, A, 1828 — крайній південь Мозамбіку, північний схід і схід ПАР.

## Поширення і екологія
Чорногорлі ткачики живуть у вологих тропічних лісах і чагарникових заростях, в саванах і садах. Зустрічаються поодинці або парами, переважно на висоті до 2200 м над рівнем моря. Живляться переважно комахами. а також іншими безхребетними, ягодами, квітками і нектаром.